# San Marco Argentano
San Marco Argentano község (comune) Olaszország Calabria régiójában, Cosenza megyében.

## Fekvése
A megye központi részén fekszik. Határai: Bisignano, Cervicati, Fagnano Castello, Mongrassano, Roggiano Gravina, Santa Caterina Albanese és Tarsia.

## Története
A település az ókori, bruttiusok által alapított Argentanum helyén épült ki, amelyről Titus Livius is említést tett műveiben. A 11. században épült meg erődje, amelynek maradványa a normann őrtorony. A 19. század elején vált önálló községgé, amikor a Nápolyi Királyságban felszámolták a feudalizmust.

## Népessége
A népesség számának alakulása:

## Főbb látnivalói
- Normann-őrtorony (11. század)
- San Nicola di Bari-katedrális
- Sant’Antonio-kolostor
- San Giovanni degli Amalfitani-templom (ma múzeum)
- Santa Caterina-templom
- Santo Marco-templom
- Martiri Argentanesi-templom
- Santomarco-kút